# 世にも奇妙な物語 春の特別編 (2009年)
『世にも奇妙な物語 春の特別編』（よにもきみょうなものがたり はるのとくべつへん）は、2009年3月30日（月曜日）21:00 - 23:18にフジテレビ系列で放映された「世にも奇妙な物語」シリーズの一つ。ストーリーテラーはタモリ。視聴率は14.8%。

## 爆弾男のスイッチ

### あらすじ
大学生の主人公・江草（市原）は、バイト中にチンピラの田中に絡まれたところを庇ってもらったのをきっかけに同級生の織田（本郷）と親しくなる。親しみを増していくうちに、江草は秘密を打ち明けられる。なんと、「自分の体には爆弾が埋め込まれていて、爆破用の遠隔スイッチもあり、その威力は学校ひとつ程度なら木っ端微塵に出来るほど」だと言う。教えられたURLに接続すると、確かに言われたとおり、爆破事件が起きている。更に、「自分だと、いつかおかしくなって押してしまいそうだから、持っていてくれ」とスイッチを預けられる。時を同じくして、田中も同級生であった事が発覚、トラブルに巻き込まれていくのだが実は…。

### キャスト
- 江草俊哉：市原隼人
- 織田省吾：本郷奏多
- 田中：阿部亮平
- 水谷千明：藤井美菜
- 友人：高瀬友規奈
- アナウンサー：佐々木瑶子
- 解説者：青柳文太郎

### スタッフ
- 脚本：武井彩
- 演出：植田泰史

### 原作
- 石黒正数『スイッチ』（幻冬舎）

## 輪廻の村

### あらすじ
新聞記者の主人公・夕奈（伊東）は元々社会部だったが、今は胡散臭い伝説などを取り扱う部に異動となっていた。ある日、彼女宛に「鈴音村には呪われた秘密があります　K」という差出人不明の投書が届く。編集長の命を受けて、半信半疑かつイヤイヤながら鈴音村に向かう。到着後、村長に話を聞いてもやはり何も出てこない。ガセだと思って帰ろうとするが霧が濃すぎてとても運転できる状態にない。村長にも「この辺には宿はない」と言われ、老婆と孫が二人で住む民家に泊めてもらう事に。その夜、そこの孫がうなされているのを目撃、朝になって絵を描いていた孫に軽い気持ちで「どんな夢を見ていたの？」と尋ねると「こんな夢！」と描いた絵を見せられる。そこには戦時中の3人の兵士の絵が描いてあり、しかも、その名前と死に様を語り始める。「この村には何かある」と感じた夕奈は取材を開始するが…。

### キャスト
- 原田夕奈：伊東美咲
- 麻紀：森下千里
- コノハ：日向ななみ
- 小野寺編集長：中根徹
- 駐在：林和義
- シズ：今井和子
- 村人：野口寛、渡辺穣、芝崎昇
- 訪問者：北原菜央
- トオル：佐藤涼平
- アキラ：村山謙太
- 小谷：飯田基祐
- 村長：山谷初男

### スタッフ
- 脚本：中村樹基
- 演出：都築淳一

## クイズ天国 クイズ地獄

### あらすじ
昨今のクイズブームに批判的な主人公・諸沢（石原）。その根拠は「テレビでチャラチャラした奴らが馬鹿を晒してるのをみて、何が面白い？」。しかし周りはクイズばかりで辟易としていた。そんなある日、会社に行くのに電車に乗ろうとすると、突然ホームから、「問題です。WBCの正式名称は次のうち、どれ?」とアナウンスが流れ、車両に1〜3の選択肢がある。しかも、それに沿って乗客も並んでいる。訳がわからずに、乗客に押されて3に並んでしまうと「正解は2番、“ワールドベースボールクラシック”!2番扉の方、ご乗車下さい!」と流れ、諸沢は乗せてもらえずに会社に遅刻する。その後も、様々な場面でクイズが出題され…。

### キャスト
- 諸沢守：石原良純

クイズブームに批判的な会社の課長。出題される様々なクイズに失敗し続ける。
- 諸沢明子：遊井亮子

守の妻。雅行の母親。クロスワードパズルにハマっている。
- 諸沢雅行：前田想太

守と明子の息子。クイズ番組好き。
- 男警備員：宮沢大地
- 女警備員：峯村リエ
- OL佐藤：岡田薫

コーヒーを持ってきた女性。
- 美人秘書：杏さゆり
- OL竹内：清水理絵
- ヴァイオリン奏者：小寺里奈

- 人事部長：石丸謙二郎

守に企画開発部部長の昇進の話をした男。
- ホームレス長老：つじしんめい

クイズで辞めさせられた守が参加した公園入居クイズの主催者。
- ホームレス：斉藤弘勝
- サラリーマン：名倉右喬
- 不良：黒木啓嗣
- 執刀医：小須田康人

不良にボコボコにされて病院へ運ばれた守を手術しようとする医師。
- 助手：児島功一
- みっちゃん：杉浦樹子
- 回答者：ぼれろ

『クイズ天国 クイズ地獄』でボケ回答を連発する漫才コンビ。守がクイズブームを批判する原因の一つ。
- アシスタント：松原陽子

『クイズ天国 クイズ地獄』のアシスタント。赤いジャケットを着ている。
- 司会者：金剛地武志

『クイズ天国 クイズ地獄』の司会者。青いスパンコールのジャケットを着ている。

### スタッフ
- 脚本：春楠いさ虫
- 演出：城宝秀則

## 真夜中の殺人者

### あらすじ
自宅のマンションで会社の友人・藤崎（鈴木）と呑んでいた主人公・木田（相武）。とりとめのないガールズトークで盛り上がる中、数日前に会社でも地味な存在の後輩・草野（山中）に告白された事を話し、無下に断るのも今後の関係に差し支えると判断した木田はメールで、「何か私が飛び上がるほどビックリする様な事を成し遂げれば、付き合ってあげる」と草野に送った事も話す。時を同じくして、マンション内で殺人鬼が一部屋一部屋を周ってその部屋の住人を撲殺していく。木田と藤崎がいるのは2107号室。殺人鬼は2100号室、2101号室と迫ってくる…。

### キャスト
- 木田亜矢香：相武紗季
- 藤崎詩織：鈴木亜美
- 草野聡史：山中崇
- 志村ひろみ：松山愛里
- 柳瀬ミワ子：伴美奈子
- タトゥー男：比佐一成
- 不倫男：島津健太郎
- 愛人：三原伊織奈
- 管理人：田村泰二郎
- 酔っ払い：後藤康夫
- PC男：野村たかし
- ピザ屋：日向寺雅人
- キャバ嬢：菅原舞子
- 風呂女：梅田絵理子
- 刑事：やまむらいさと
- 警官：村田尚史

### スタッフ
- 脚本：佐藤久美子
- 演出：岩田和行

### 原作
- 中井紀夫『夜の殺人者』（太田出版）

## ボランティア降臨

### あらすじ
毎日家事や姑の介護に追われる主人公・貴美江（高島）の元にある日、「ボランティア」と名乗るミチコ（大竹）がやってきた。姑の面倒はもちろん家事までこなしてくれ、貴美江は半信半疑ながらミチコに甘えてしまう。ミチコの手助けに心から感謝した家族は、「お礼と明日の介護も兼ねて、良ければ泊まっていってもらおう」と提案する。貴美江は断固として反対するが、結局そのまま木元家に居座ってしまう。それ以降、ミチコは貴美江に代わって家のことを任されるようになり、挙句の果てに良樹（伊藤）の夜の相手まで務めるなど、常識の範疇を逸脱していく…。

### キャスト
- クボタミチコ：大竹しのぶ
- 木元貴美江：高島礼子
- 木元良樹：伊藤正之
- 木元晴代：池田道枝
- 木元弘樹：高橋賢人
- 主婦：山本道子
- 店長：三井善忠

### スタッフ
- 脚本：佐藤万里
- 演出：河野圭太

### 原作
- 原宏一『ボランティア降臨』（祥伝社「天下り酒場」所収）